# Brianstorm
Singles de Arctic Monkeys
Leave Before the Lights Come On
(2006) Fluorescent Adolescent
(2007)
Brianstorm est une chanson du groupe de rock indépendant Arctic Monkeys issu de l'album Favourite Worst Nightmare sorti le 2 avril 2007. Première piste de l'album, ç'en est aussi le premier single, entrant sur le classement britannique des chansons les plus téléchargées à la 20e place. La chanson est vendu chez les disquaires à partir du 16 avril, une semaine avant la sortie de l'album, et se hissa à la deuxième place des ventes physiques de singles au Royaume-Uni, juste derrière le sulfureux Beautiful Liar de Shakira et Beyoncé.
C'est le quatrième single du groupe au Royaume-Uni, après les numéros-un I Bet You Look Good on the Dancefloor et When the Sun Goes Down, et Leave Before the Lights Come On.
C'est leur premier single à s'exporter autant, en se classant dans plus de dix pays différents à travers le monde. Il atteint entre autres la première place au Canada, la quatrième au Danemark, la septième en Irlande, la deuxième au Royaume-Uni et la dixième en Espagne. La chanson est classée 67e sur la liste des 100 plus grands hits de l'année 2007 selon MTV Asia.

## Liste des chansons
Toute la musique est composée par Arctic Monkeys.
| 1. | If You Found This It's Probably Too Late                                 | Alex Turner                | 1:32 |
| 2. | Brianstorm                                                               | Alex Turner                | 2:50 |
| 3. | Temptation Greets You Like Your Naughty Friend (featuring Dizzee Rascal) | Alex Turner, Dizzee Rascal | 3:27 |
| 4. | What If You Were Right the First Time?                                   | Alex Turner                | 3:02 |

| 1. | Brianstorm                                                               | Alex Turner                | 2:50 |
| 2. | Temptation Greets You Like Your Naughty Friend (featuring Dizzee Rascal) | Alex Turner, Dizzee Rascal | 3:27 |

## Classements
| Classement (2007)                             | Meilleure position |
| --------------------------------------------- | ------------------ |
| Turquie                                       | 20                 |
| Royaume-Uni                                   | 2                  |
| Royaume-Uni (indé)                            | 1                  |
| Canada                                        | 1                  |
| Danemark                                      | 4                  |
| France                                        | 44                 |
| Pays-Bas                                      | 36                 |
| Italie                                        | 28                 |
| Jaapon                                        | 24                 |
| Pologne                                       | 37                 |
| Suisse                                        | 73                 |
| Espagne                                       | 10                 |
| Irlande                                       | 7                  |
| US Bubbling Under Hot 100 Singles (Billboard) | 14                 |

Les trois autres chansons du single If You Found This It's Probably Too Late, Temptation Greets You Like Your Naughty Friend et What If You Were Right the First Time? se sont classées respectivement à la 114e, 77e et 124e place du classement britannique des ventes de singles indépendants.